# SG Essen
La SG Essen, abréviation de la Startgemeinschaft Essen, est un club allemand de natation situé à Essen, en Rhénanie-du-Nord-Westphalie. Il réunit treize clubs sportifs et sections de natation.
L'équipe dames et messieurs font partie de la première et la deuxième « Bundesliga » (Ligue Nationale). Ce club est connu pour ses spécialistes en brasse : Mark Warnecke, Anne Poleska et Rebecca Horstmann.